# Прокол губы
Прокол губы — вид пирсинга лица.
Пирсинг губ считается одним из самых простых и безопасных: в губах нет крупных кровеносных сосудов, сложных нервных узлов. Поэтому такой вид пирсинга очень разнообразен и популярен в Европе.

## Заживление
Проколы на губах заживают примерно в течение одного—двух месяцев. После прокола губа опухает, отёк длится около 1—3 дней.

## Разновидности

### Монро
Монро (Monroe, Монро) — прокол осуществляется над верхней губой слева

### Мадонна
Мадонна (madonna, маддона) — пирсинг так же находится над верхней губой, но уже с правой стороны

### Вертикальный лабрет
Вертикальный лабрет (Vertical Labret,Вертикальный лабрет) — губа прокалывается насквозь строго вертикально

### Лабрет
Лабрет (labret, лабрета) — украшение для пирсинга, состоящее из штанги — неоткручивающейся шляпки и шарика. Стандартные размеры: толщина стержня 1,6 мм; длина стержня от 6 мм до 20 мм. Подходит для пирсинга губ, ушей.

### Медуза
Медуза — среднелинейный прокол верхней губы, расположен между носом и вершиной губы.

### Георгин
Георгин — прокол, названный в честь убитой в 1947 году Элизабет Шорт («Чёрная орхидея»). Юная девушка была найдена мёртвой 15 января в Лос-Анджелесе: её тело было разрублено на две части в районе талии, все внутренние органы были изъяты, а рот разрезан от уха до уха. Прокол представляет собой визуальный обман, со стороны кажется, будто рот порван в области губных спаик.
- Lip plate[неизвестный термин].
- Lip frenulum[неизвестный термин].
- Монро.